# Cromatografia de troca iônica

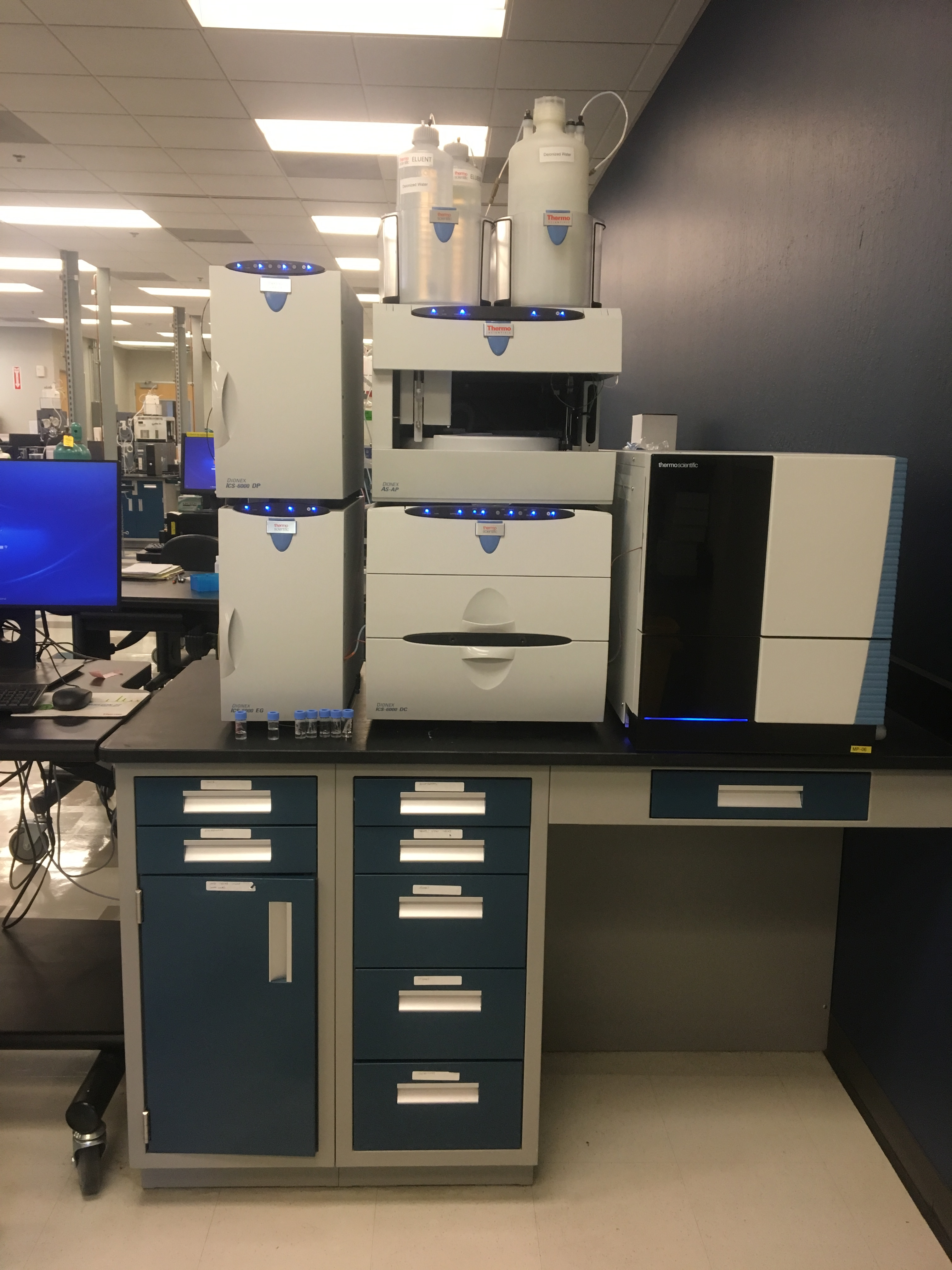
Um sistema de cromatografia de troca iônica

Cromatografia por troca iônica é uma técnica de separação que utiliza a diferença de afinidade de partículas carregadas com um substrato carregado para separar os componentes de uma mistura. A técnica pode ser utilizada para separar desde pequenos íons inorgânicos a íons grandes como aminoácidos e proteínas. No caso das proteínas, é preciso utilizar um eluente cuja faixa de pH se situe fora de seu ponto isoelétrico.
Para que ocorra a separação, é preciso que uma solução (fase móvel) percorra um caminho através de um material de propriedades cromatográficas (fase estacionária), de forma que os componentes da solução tenham velocidades de eluição diferentes, graças à diferença de atração eletrostática dos íons da fase móvel pela fase estacionária.
A cromatografia por troca iônica pode ser classificada de acordo com a carga do íon de interesse. Na cromatografia catiônica, os cátions ficam retidos na fase estacionária, que deve ter carga negativa. O inverso ocorre para cromatografia aniônica.
A fase estacionária consiste de grupos funcionais ionizáveis que ficam disponíveis para ligação iônica com os íons da solução. Os íons de interesse ficam retidos por atração eletrostática aos grupos funcionais enquanto os demais componentes da solução atravessam a coluna com o eluente. Quando a eluição se completa, faz-se passar pela mesma coluna uma solução com maior força iônica, de modo a forçar a liberação dos íons de interesse pela troca da interação da fase estacionária por íons de maior relação carga/raio. Por exemplo, são frequentemente utilizadas soluções de íons pequenos como Na+, K+ ou H+ - neste caso, basta mudar o pH da solução.